# Viva La Revolution
『Viva La Revolution』（ヴィヴァ・ラ・レヴォリューション）は、Dragon Ashの3枚目のアルバム。1999年7月23日にビクターエンタテインメント / HAPPY HOUSEからリリース。

## 概要
- シングル「Let yourself go, Let myself go」「I LOVE HIP HOP」「Grateful Days」のヒットにより注目を集め、約180万枚の売上を記録。初のミリオンセラーを達成した。
- アルバム・タイトルの意味は「革命万歳」。
- ジャケットは、ウジェーヌ・ドラクロワが1830年に製作した「民衆を導く自由の女神」を模倣した絵が描かれている。アルバム前半はヒップホップ要素が、後半はロック要素が強い。
- 本作のテレビCMにて父である古谷一行と初共演。映像作品「LILY DA VIDEO」で視聴可能。
- 『25 - A Tribute To Dragon Ash -』ではPESが「Viva la revolution」で参加している。

## 収録曲
- 作詞・作曲：降谷建志（特記以外）　プロデュース：Dragon Ash

1. Intro（作曲:BOTS）
  - Instrumental
2. Communication
  - 6thシングル「I LOVE HIP HOP」のラップを流用して、新しいトラックに乗せた楽曲。
3. Rock the beat
  - 詞の中に「Zeebra」が登場する。配信版には長年収録されていなかったが、2020年2月21日の一斉ストリーミング解禁をもって配信版にも収録された。
4. Humanity(album version)
  - 4thシングル「Let yourself go, Let myself go」C/W曲のアルバムバージョン。
5. Attention
6. Let yourself go, Let myself go
  - 4thシングル。
  - 表記は無いがイントロのスクラッチがカット。事実上のアルバムバージョン。
7. Dark cherries
  - レゲエ調。全英語詞
8. Drugs can't kill teens
  - 全英語詞。速いテンポのパンクナンバー。
9. Just I'll say
  - 前曲が終わったと同時にすぐに始まる。軽快なスカ調の曲。
10. Fool around
  - 「Mustang A Go Go!!!」に続くkjの愛車を歌った曲。
11. Freedom of Expression
  - 6thシングル「I LOVE HIP HOP」C/W曲。全英語詞。
12. Nouvelle Vague #2（作曲:馬場育三&桜井誠）
  - ボサノヴァ調のインタールード。
13. Viva la revolution
  - アルバムのタイトルナンバー。
  - 1998年5月25日に発売されたTin StarのVivaをサンプリングした曲。
14. Grateful Days（作詞・作曲:ACO, ZEEBRA & 降谷建志）
  - 5thシングル。配信版は未収録。
  - シングル収録のものとは異なり、次曲「Outro」と繋がって収録されている。事実上のアルバムバージョン。
15. Outro（作曲:BOTS）
  - Instrumental
16. HOT CAKE
  - 隠しトラック

## 参加ミュージシャン
- KENJI FURUYA（Vocal,Guitars,Acoustic Piano,Pianica,Xylophone,Keyboards,Programming,Words,Music Written）
- IKUZO BABA（Full-Contact Miami Baritone Loose Socks 5-Strings Bass,Music Written（#12））
- MAKOTO SAKURAI（Drums,Vocals,Backing Vocals,Percussion,Programming,Music Written（#12））
- BOTS（Turntable,Programming,Backing Vocals,Music Written（#1,#15））
- MIHO（Vocal（#13）,Backing Vocal（#5,6））
- MAYUMI CHIWAKI（Voice（#12））
- NOBUSUKE UMEHARA（Backing Vocal（#6））
- ASATO（Backing Vocal（#14））
- MEGUMI YAMAGUCHI（Backing Vocal（#14））
- BANG CHANG（Percussion（#12））
- MASAHITO TOBISAWA（Programming（#12））
- AKIRA OMACHI,TAKASHI KOTANI,NAO KASHIMA（Guitar and Bass Sound Co-Oridination）
- HIRO（Drum Sound Co-Ordination）